# Фоант (сын Бела)
Фоант (или Фиант, др.-греч. Θείας) — персонаж древнегреческой мифологии. Сын Бела и нимфы Орифии, отец Смирны . Царь Ассирии, или с горы Либана. Согласно поэту Паниасиду, его дочь Смирна разделила с ним ложе. Он преследовал её, а она превратилась в дерево . Согласно Антонину Либералу, с ним возлежала его дочь Смирна, после чего он покончил с собой . Другую версию того же мифа см. Кинир.